# Сакадинський Юрій Федорович
Юрій Федорович Сакадинський (7 травня 1949) — радянський футболіст, який виступав на позиції півзахисника. Відомий насамперед виступами у складі команди «Шахтар» з Кадіївки в різних лігах радянського футболу, та зіграв у його складі близько 200 матчів у чемпіонатах СРСР.

## Клубна кар'єра
Юрій Сакадинський народився в Кадіївці, та розпочав займатися футболом у місцевій ДЮСШ. У команді майстрів дебютував у 1966 році в місцевій команді класу «Б» «Шахтар», де відразу став гравцем основного складу. У 1968 році у складі команди став бронзовим призером чемпіонату УРСР серед команд класу «Б», і наступного року грав у складі кадіївської команди вже в другій групі класу «А» — на той час другому дивізіоні радянського футболу. Щоправда, з наступного року відбулось чергове реформування радянського футболу, й друга група класу «А» стала вже третім дивізіоном радянського футболу, а з 1971 року Сакадинський у складі кадіївської команди грав у другій лізі СРСР.
На початку 1974 року Юрій Сакадинський стає гравцем команди першої ліги «Спартак» з Івано-Франківська, проте зіграв у його складі лише 6 матчів, та протягом сезону перейшов до складу команди другої ліги «Авангард» з Севастополя. На початку 1975 року Сакадинський став гравцем команди першої ліги «Металіст» з Харкова, проте зіграв у складі харків'ян лише 5 матчів. після чого перейшов до складу команди другої ліги «Буковина» з Чернівців, у складі якої після закінчення сезону 1976 року завершив виступи на футбольних полях.